# Catocala dulciola
Catocala dulciola är en fjärilsart som beskrevs av Augustus Radcliffe Grote 1881. Catocala dulciola ingår i släktet Catocala och familjen nattflyn. Inga underarter finns listade i Catalogue of Life.